# 세종 광제사 불설대보부모은중경
불설대보부모은중경(佛說大報父母恩重經)은 부모의 한없고 크나큰 은혜를 중히 여기라는 내용을 수록하고 있는 불경으로 판화가 수록된 목판본이다. 2014년 6월 30일 세종특별자치시의 유형문화재 제16호로 지정되었다가, 충청남도 공주시로 소유자 및 소재지가 변경됨에 따라 2015년 6월 10일 문화재 지정이 해제되었다.

## 개요
불설대보부모은중경(佛說大報父母恩重經)은 부모의 한없고 크나큰 은혜를 중히 여기라는 내용을 수록하고 있는 불경으로 판화가 수록된 목판본이다.
불설대보부모은중경에는 부모의 은혜를 10가지로 나누어 ① 회탐수호은(懷耽守護恩), ② 임산수고은(臨産受苦恩), ③ 생자망우은(生子忘憂恩), ④ 열고감은(咽苦甘恩), ⑤ 회건취습은(廻乾就濕恩), ⑥ 유포양육은(乳哺養育恩), ⑦ 세탁부정은(洗濁不淨恩), ⑧ 원항억념은(遠行憶念恩), ⑨ 위조악업은(爲造惡業恩), ⑩ 구의련민은(究意憐愍恩)으로 수록하고 있다.
광제사 소장 불설대보부모은중경은 임진왜란 이전인 성종 15(1484)년에 간행된 한문본이며, 조선시대 중기의 목판인쇄문화의 수준과 불교학 및 서지학의 연구에 중요한 자료이다.

## 참고 자료
- 불설대보부모은중경 - 국가유산청 국가유산포털